# Anna Karavajeva
Anna Alexandrovna Karavajeva, född 27 december 1893, död 21 maj 1979, var en rysk författare.
Anna Karavajeva föddes i Perm av småborgerliga föräldrar. Hon arbetade som lärarinna till 1922, då hon gjorde sin litterära debut. 1927 utkom hennes mest uppmärksammade verk, romanen Sågverket, som skildrar ett avsnitt av återuppbyggnadsperioden efter revolutionen och anknöt till en rad liknande böcker av andra författare som exempelvis Fjodor Gladkovs Cement. Karavajeva arbetade huvudsakligen efter 1800-talets realistiska berättartraditioner, utan att uppnå några konstnärligt mera betydande resultat. Bland hennes verk från mellankrigstiden märks även berättelsen Guldnäbben, vilken handlar om guldgruvorna i Altai vid 1700-talets slut och betecknades som en av de första och mest lyckade försöken att ge en historisk proletärroman. Andra världskriget upplevdes av Karavajeva vid krigsindustrin i Ural och lämnade stoff till en romantrilogi, vars första del Eldar (1944) utkom i svensk översättning 1945. Samma år besökte hon en kvinnokongress i Paris, skildrad i I Frankrike - intryck från en resa (1946).